# Список произведений Иоганнеса Брамса (по опусам)
Список сочинений композитора Иоганнеса Брамса, расположенных по опусам (Op.). Включает также неопубликованные при жизни сочинения Брамса, без номера опуса — обозначения таких сочинений WoO и Anh. даны по каталогу Маккоркла. В сочинениях с одинаковыми заглавиями приведены инципиты (используется сокращение inc.). Переводы заглавий на русский язык, где возможно, использованы традиционные.

## Сочинения с номером опуса
- Op. 1 Соната № 1 для фортепиано C-dur (1853)
- Op. 2 Соната № 2 для фортепиано fis-moll (1853)
- Op. 3 Sechs Gesänge / Шесть песен для сопрано или тенора и фортепиано (1852-53)
  - № 1 Liebestreu / Верность в любви
  - № 2 Liebe und Frühling 1  / Любовь и весна (inc. Wie sich Rebenranken schwingen)
  - № 3 Liebe und Frühling 2  / Любовь и весна (inc. Ich muß hinaus, ich muß zu dir)
  - № 4 Lied aus dem Gedicht "Ivan" / Песня из стихотворения "Иван"
  - № 5 In der Fremde / На чужбине
  - № 6 Lied / Песня (inc. Lindes Rauschen in den Wipfeln)
- Op. 4 Скерцо для фортепиано (1851)
- Op. 5 Соната № 3 для фортепиано f-moll (1853)
- Op. 6 Sechs Gesänge / Шесть песен для сопрано или тенора и фортепиано (1852-53)
  - № 1 Spanisches Lied / Испанская песня
  - № 2 Der Frühling / Весна
  - № 3 Nachwirkung / Последствие (?)
  - № 4 Juchhe / Радость жизни
  - № 5 Wie die Wolke nach der Sonne / Как облако после солнца
  - № 6 Nachtigallen schwingen lustig / Соловьи
- Op. 7 Sechs Gesänge / Шесть песен для голоса и фортепиано (1851-53)
  - № 1 Treue Liebe / Истинная любовь
  - № 2 Parole / Слова
  - № 3 Anklänge / Отзвуки
  - № 4 Volkslied / Народная песня
  - № 5 Die Trauernde / Скорбящая
  - № 6 Heimkehr / Возвращение домой
- Op. 8 Фортепианное трио № 1 H-dur/h-moll (1-я ред. 1854, 2-я ред. 1891)
- Op. 9 Вариации на тему Р. Шумана, для фортепиано (1854)
- Op. 10 Четыре баллады для фортепиано (1854)
  - № 1 d-moll
  - № 2 D-dur
  - № 3 h-moll
  - № 4 H-dur
- Op. 11 Серенада № 1 для оркестра D-dur (1857)
- Op. 12 Ave Maria, для женского хора и оркестра[2] (1858; редакция — для хора и органа или фортепиано)
- Op. 13 Begräbnisgesang / Погребальная песнь, для хора и духовых (1858)
- Op. 14 Lieder und Romanzen / Песни и романсы (1858)
  - № 1 Vor dem Fenster / Перед окном
  - № 2 Vom verwundeten Knaben / О раненом ребенке
  - № 3 Murrays Ermordung / Убийство Мюррея
  - № 4 Ein Sonnett / Сонет
  - № 5 Trennung / Расставание (inc.: Ach, könnt' ich, könnte vergessen sie)
  - № 6 Gang zur Liebsten / Путь к любимой (inc. Des Abends kann ich nicht schlafen geh'n)
  - № 7 Ständchen / Серенада (inc. Gut Nacht, gut Nacht, mein liebster Schatz)
  - № 8 Sehnsucht / Томление (inc. Mein Schatz ist nicht da)
- Op. 15 Концерт № 1 для фортепиано с оркестром d-moll (1858)
- Op. 16 Серенада № 2 для оркестра A-dur (1859)
- Op. 17 Gesänge / Песни для женского хора, двух валторн и арфы (1860)
  - № 1 Es tönt ein voller Harfenklang / Полнозвучная арфа
  - № 2 Lied von Shakespeare / Песня на слова Шекспира
  - № 3 Der Gärtner / Садовник
  - № 4 Gesang aus Fingal / Песня из Фингала
- Op. 18 Струнный секстет № 1 B-dur (1860)
- Op. 18b Тема с вариациями d-moll (1860)[3]
- Op. 19 Fünf Gedichte / Пять стихотворений для голоса с фортепиано (1858–59)
  - № 1 Der Kuss / Поцелуй
  - № 2 Scheiden und meiden / Разлука
  - № 3 In der Ferne / Вдалеке (вар. Вдали)
  - № 4 Der Schmied / Кузнец
  - № 5 An eine Aeolsharfe / Эоловой арфе
- Op. 20 Три дуэта для сопрано и меццо-сопрано и фортепиано (1858–60)
  - № 1 Weg der Liebe 1 / Путь любви (inc. Über die Berge, über die Wellen)
  - № 2 Weg der Liebe 2 / Путь любви (inc. Den gordischen Knoten)
  - № 3 Die Meere / Море
- Op. 21 Вариации для фортепиано 
  - № 1 11 вариаций на оригинальную тему D-dur (1857)
  - № 2 14 вариаций на венгерскую мелодию D-dur (1854)
- Op. 22, Marienlieder / Марианские песни для смешанного хора (1860)
  - № 1 Der englische Gruß / Ангельское приветствие
  - № 2 Marias Kirchgang / Введение Марии в храм
  - № 3 Marias Wallfahrt / Паломничество Марии
  - № 4 Der Jäger / Охотник
  - № 5 Ruf zur Maria / Воззвание к Марии
  - № 6 Magdalena / Магдалина
  - № 7 Marias Lob / Хвалы Марии
- Op. 23 Вариации на тему Р. Шумана, для фортепиано в 4 руки (1861)
- Op. 24 Вариации и фуга на тему Генделя, для фортепиано B-dur (1861)
- Op. 25 Фортепианный квартет № 1 g-moll (1861)
- Op. 26 Фортепианный квартет № 2 A-dur (1861)
- Op. 27 Псалом 13 для женского хора и органа (1859)
- Op. 28 Четыре дуэта для меццо-сопрано, баритона и фортепиано (1860–62)
  - № 1 Die Nonne und der Ritter / Монахиня и рыцарь
  - № 2 Vor der Tür / Перед дверью
  - № 3 Es rauschet das Wasser / Шумит вода
  - № 4 Der Jäger und sein Liebchen / Охотник и его любимая
- Op. 29 Два мотета для смешанного хора (1860)
  - № 1 Es ist das Heil uns kommen her / Грядет спасенье нам
  - № 2 Schaffe in mir, Gott, ein rein Herz / Сердце чисто созижди во мне
- Op. 30 Geistliches Lied / Духовная песня, для смешанного хора и органа (1856)
- Op. 31 Три вокальных квартета (1864)
  - № 1 Wechsellied zum Tanze / Интермедия к танцу
  - № 2 Neckereien / Насмешки
  - № 3 Der Gang zum Liebchen / Путь к любимой (inc. Es glänzt der Mond nieder)
- Op. 32 Lieder und Gesänge / Песни и напевы (1864)
  - № 1 Wie rafft ich mich auf in der Nacht / Вскочил я ночью
  - № 2 Nicht mehr zu dir zu gehen / Тебя забыть навеки (вар.: Тебя не видеть боле)
  - № 3 Ich schleich umher / Вокруг брожу я мрачно
  - № 4 Der Strom, der neben mir verrauschte / Ручей, что мимо протекал
  - № 5 Wehe, so willst du mich wieder / Горе! Снова оковы
  - № 6 Du sprichst, daß ich mich täuschte / Ты говоришь, я заблуждался
  - № 7 Bitteres zu sagen denkst du / Горькие вещи ты хочешь сказать
  - № 8 So stehn wir, ich und meine Weide /  Стоим мы, сумрачные, рядом
  - № 9 Wie bist du, meine Königin / Как ты, моя королева
- Op. 33 Романсы из "Прекрасной Магелоны" Л. Тика для голоса, чтеца и фортепиано (Magelone-Lieder, 1861–69)
  - № 1 Keinen hat es noch gereut
  - № 2 Traun! Bogen und Pfeil sind gut für den Feind
  - № 3 Sind es Schmerzen, sind es Freuden
  - № 4 Liebe kam aus fernen Landen
  - № 5 So willst du des Armen?
  - № 6 Wie soll ich die Freude, die Wonne denn tragen?
  - № 7 War es dir, dem diese Lippen bebten
  - № 8 Wir müssen uns trennen / Мы должны расстаться
  - № 9 Ruhe, Süßliebchen, im Schatten
  - № 10 Verzweiflung (So tönet denn, schäumende Wellen) / Отчаяние
  - № 11 Wie schnell verschwindet so Licht als Glanz
  - № 12 Muß es eine Trennung geben / Должны ли мы расстаться
  - № 13 Sulima (Geliebter, wo zaudert dein irrender Fuß?) / Сулима
  - № 14 Wie froh und frisch
  - № 15 Treue Liebe dauert lange / Истинная любовь длится долго
- Op. 34 Фортепианный квинтет f-moll (1864)
- Op. 34b Соната для двух фортепиано f-moll (1863)[4]
- Op. 35 Вариации на тему Паганини для фортепиано (1863)
- Op. 36 Струнный секстет № 2 G-dur (1865)
- Op. 37 Три хора на церковные тексты (1859–63)
  - № 1 O bone Jesu
  - № 2 Adoramus
  - № 3 Regina coeli
- Op. 38 Соната № 1 для виолончели и фортепиано e-moll (1862–65)
- Op. 39 16 вальсов для фортепиано
  - № 1 H-dur
  - № 2 E-dur
  - № 3 gis-moll
  - № 4 e-moll
  - № 5 E-dur
  - № 6 Cis-dur
  - № 7 cis-moll
  - № 8 B-dur
  - № 9 d-moll
  - № 10 G-dur
  - № 11 h-moll
  - № 12 E-dur
  - № 13 C-dur
  - № 14 a-moll
  - № 15 A-dur
  - № 16 d-moll
- Op. 40 Трио для валторны, скрипки и фортепиано Es-dur (1865)
- Op. 41 Пять песен для мужского хора (1861–62)
  - № 1 Ich schwing mein Horn ins Jammerthal
  - № 2 Freiwillige Her!
  - № 3 Geleit
  - № 4 Marschieren
  - № 5 Gebt Acht!
- Op. 42 Gesänge / Песни для смешанного хора без сопровождения (1860)
  - № 1 Abendständchen / Вечерняя серенада
  - № 2 Vineta
  - № 3 Darthulas Grabgesang
- Op. 43 Vier Gesänge / Четыре песни (1860–66)
  - № 1 Von ewiger Liebe / О вечной любви
  - № 2 Die Mainacht / Майская ночь
  - № 3 Ich schell mein Horn ins Jammertal / Я трублю в свой рог в долине плача[5]
  - № 4 Das Lied vom Herrn von Falkenstein / Песня о господине Фалькенштейне
- Op. 44 Zwölf Lieder und Romanzen / Двенадцать песен и романсов для женского хора и фортепиано (1859–60)
  - № 1 Minnelied / Песнь любви
  - № 2 Der Bräutigam / Жених
  - № 3 Barcarole / Баркарола
  - № 4 Fragen / Вопросы
  - № 5 Die Müllerin / Мельничиха
  - № 6 Die Nonne / Монахиня
  - № 7 Vier Lieder aus dem Jungbrunnen (1) / Песня 1 из источника молодости
  - № 8 Vier Lieder aus dem Jungbrunnen (2) / Песня 2 из источника молодости
  - № 9 Vier Lieder aus dem Jungbrunnen (3) / Песня 3 из источника молодости
  - № 10 Vier Lieder aus dem Jungbrunnen (4) / Песня  4 из источника молодости
  - № 11 Die Braut / Невеста
  - № 12 Märznacht / Мартовская ночь
- Op. 45 Немецкий реквием, для солистов, хора и оркестра (1868)
- Op. 46 Lieder und Gesänge / Песни и напевы (1864–68)
  - № 1 Die Kränze / Венки
  - № 2 Magyarisch (Sah dem edlen Bildnis) / В венгерской манере
  - № 3 Die Schale der Vergessenheit / Чаша забвения
  - № 4 An die Nachtigall / К соловью
- Op. 47 Lieder und Gesänge / Песни и напевы (1860–68)
  - № 1 Botschaft / Вестник
  - № 2 Liebesglut / Пыл любви
  - № 3 Sonntag / Воскресенье
  - № 4 O liebliche Wangen / О милые щечки
  - № 5 Die Liebende schreibt / Влюбленная пишет
- Op. 48 Lieder und Gesänge / Песни и напевы (1853–68)
  - № 1 Der Gang zum Liebchen / Путь к любимой (inc. Es glänzt der Mond nieder)
  - № 2 Der Überläufer / Перебежчик
  - № 3 Liebesklage des Mädchen / Любовная жалоба девушки
  - № 4 Gold überwiegt die Liebe / Золото перевешивает любовь
  - № 5 Trost in Tränen / Утешение в слезах
  - № 6 Vergangen ist mir Glück und Heil / Счастье мое миновало
  - № 7 Herbstgefühl / Осеннее чувство, вар. Осеннее настроение
- Op. 49 Lieder und Gesänge / Песни и напевы (1867–68)
  - № 1 Am Sonntag Morgen / Воскресным утром
  - № 2 An ein Veilchen / Фиалке
  - № 3 Sehnsucht / Томление (inc. Hinter jenen dichten Wäldern)
  - № 4 Wiegenlied / Колыбельная (inc. Guten Abend, gut' Nacht)
  - № 5 Abenddämmerung / Вечерние сумерки
- Op. 50 Ринальдо. Кантата для тенора, мужского хора и оркестра (1869)
- Op. 51 Два струнных квартета (1873)
  - № 1 Струнный квартет c-moll
  - № 2 Струнный квартет a-moll
- Op. 52 Liebeslieder-Walzer / Песни любви. Вальсы для вокального квартета и фортепиано в четыре руки (8 вальсов переложены для вокального квартета с оркестром; 1870)
  - № 1 Rede, Mädchen, allzu liebes / Скажи, девушка, скажи, милая
  - № 2 Am Gesteine rauscht die Flut / У камней шумит поток
  - № 3 O die Frauen / О женщины! (для тенора и баса)
  - № 4 Wie des Abends schöne Röte / Как вечером прекрасная заря (для сопрано и меццо-сопрано)
  - № 5 Die grüne Hopfenranke / Зеленый росток хмеля
  - № 6 Ein kleiner, hübsche Vogel nahm den Flug / Маленькая милая птичка
  - № 7 Wohl schön bewandt / Мне казалось, всё было прекрасно (для меццо-сопрано)
  - № 8 Wenn so lind dein Augen mir / Как нежен для меня твой взор
  - № 9 Am Donaustrande, da steht ein Haus / На берегу Дуная
  - № 10 O wie sanft die Quelle / О, как кроток ручей
  - № 11 Nein, est ist nicht auszukommen / Нет, не справиться с людьми
  - № 12 Schlosser auf, und mache Schlösser / Мастера слесари, за работу!
  - № 13 Vöglein durchrauscht die Luft / Птичка порхает на воле (для сопрано и меццо-сопрано)
  - № 14 Sieh, wie ist die Welle klar / Смотри, как чиста волна (для тенора и баса)
  - № 15 Nachtigall, sie singt so schön / Соловей поет так прекрасно
  - № 16 Ein dunkeler Schacht ist Liebe / Любовь - это темная бездна
  - № 17 Nicht wandle, mein Licht dort außen / Не ускользай, мой свет! (для тенора)
  - № 18 Es bebet das Gesträuche / Куст дрожит
- Op. 52a Песни любви. Обработка вальсов op. 52 для фортепиано в четыре руки
- Op. 53 Рапсодия для контральто, мужского хора и оркестра, вар. Альтовая рапсодия (нем. Alt-Rhapsodie, 1870)
- Op. 54 Schicksalslied / Песнь судьбы, для смешанного хора с оркестром (1871)
- Op. 55 Триумфальная песня, для баритона и двойного смешанного хора с оркестром (1871)
- Op. 56a Вариации на тему Гайдна, для оркестра (1873)
- Op. 56b Вариации на тему Гайдна, для двух фортепиано (1873)
- Op. 57 Lieder und Gesänge / Песни и напевы (1871)
  - № 1 Von waldbekränzter Höhe /
  - № 2 Wenn du nur zuweilen Lächelst / Когда ты улыбаешься
  - № 3 Es träumte mir, ich sei dir teuer / Мне чудилось, я дорог ей (вар. Мне снилось)
  - № 4 Ach, wende diesen Blick / Ах, взор свой обрати
  - № 5 In meiner Nächte Sehnen /
  - № 6 Strahlt zuweilen auch ein mildes Licht /
  - № 7 Die Schnur, die Perl an Perle / Нитка жемчуга
  - № 8 Unbewegte laue Luft / Прозрачный воздух недвижим
- Op. 58 Lieder und Gesänge / Песни и напевы (1871)
  - № 1 Blinde Kuh / Жмурки
  - № 2 Während des Regens / Во время дождя
  - № 3 Die Spröde / Неприступная
  - № 4 O Komme, holde Sommernacht / О приди, блаженная летняя ночь
  - № 5 Schwermut / Грусть (вар. Печаль)
  - № 6 In der Gasse / В переулке
  - № 7 Vorüber /
  - № 8 Serenade / Серенада
- Op. 59 Lieder und Gesänge / Песни и напевы (1873)
  - № 1 Dämmerung senkte sich von oben / Спустились сумерки
  - № 2 Auf dem See / На озере
  - № 3 Regenlied / Песня дождя
  - № 4 Nachklang / Отзвук (вар. Эхо)
  - № 5 Agnes / Агнес
  - № 6 Eine gute, gute Nacht / Доброй ночи
  - № 7 Mein wundes Herz / Мое раненое сердце
  - № 8 Dein blaues Auge / Твои голубые глаза
- Op. 60 Фортепианный квартет № 3 c-moll (1875)
- Op. 61 Дуэты для сопрано и меццо-сопрано с фортепиано (1852–74)
  - № 1 Die Schwestern / Сестры
  - № 2 Klosterfräulein / Инокиня
  - № 3 Phänomen / Феномен
  - № 4 Die Boten der Liebe / Посланники любви
- Op. 62 Sieben Lieder / Семь песен для смешанного хора (1874)
  - № 1 Rosmarin / Розмарин
  - № 2 Von alten Liebesliedern / Из старых песен о любви
  - № 3 Waldesnacht / Ночной лес
  - № 4 Dein Herzlein mild / Твое сердечко кроткое
  - № 5 All meine Herzgedanken / Все мысли сердца моего
  - № 6 Es geht ein Wehen / Случилось горе
  - № 7 Vergangen ist mir Glück / Минуло мое счастье
- Op. 63 Lieder und Gesänge / Песни и напевы (1874)
  - № 1 Frühlingstrost / Весеннее утешение
  - № 2 Erinnerung / Воспоминание
  - № 3 An ein Bild / Картине
  - № 4 An die Tauben / Голубям
  - № 5 Junge Lieder 1 / Песня юности (1), inc.: Meine Liebe ist grün wie der Fliederbusch (Как сирень, расцветает любовь моя)
  - № 6 Junge Lieder 2 / Песня юности (2), inc.: Wenn um den Holunder der Abendwind kost
  - № 7 Heimweh 1 / Тоска по родине (1), inc.: Wie traulich war das Flechchen
  - № 8 Heimweh 2 / Тоска по родине (2), inc.: O wüßt' ich doch den Weg zurück (О если бы знал я путь назад)
  - № 9 Heimweh 3 / Тоска по родине (3), inc.: Ich sah als Knabe Blumen blühn
- Op. 64 Вокальные квартеты (1874)
  - № 1 An die Heimat / К родине
  - № 2 Der Abend / Вечер
  - № 3 Fragen / Вопросы
- Op. 65 Neue Liebeslieder / Новые песни любви, для вокального квартета и фортепиано в четыре руки (1875)
  - № 1 Verzicht, o Herz, auf Rettung
  - № 2 Finstere Schatten der Nacht
  - № 3 An jeder Hand die Finger / (для сопрано)
  - № 4 Ihr schwarzen Augen (для баса)
  - № 5 Wahre, wahre deinen Sohn (для меццо-сопрано)
  - № 6 Rosen steckt mit an die Mutter (для сопрано)
  - № 7 Vom Gebirge, Well' auf Well' 
  - № 8 Weiche Gräser im Revier
  - № 9 Nagen am Herzen (для сопрано)
  - № 10 Ich kose süß mit der und der (для тенора)
  - № 11 Alles, alles in den Wind (для сопрано)
  - № 12 Schwarzer Wald, dein Schatten ist so düster
  - № 13 Nein, Geliebter, setze dich (для сопрано и меццо-сопрано)
  - № 14 Flammenauge, dunkles Haar
  - № 15 Zum Schluß: Nun ihr Musen, genug! / Эпилог
- Op. 65a Новые песни любви. Обработка op. 65 для фортепиано в четыре руки
- Op. 66 Пять дуэтов для сопрано, меццо-сопрано и фортепиано (1873–75)
  - № 1 Klänge 1
  - № 2 Klänge 2
  - № 3 Am Strande / На берегу
  - № 4 Jägerlied / Охотничья песня
  - № 5 Hüt du dich!
- Op. 67 Струнный квартет № 3 B-dur (1876)
- Op. 68 Симфония № 1 c-moll (1-е исп. 1876)
- Op. 69 Lieder und Gesänge / Песни и напевы (1877)
  - № 1 Klage 1 / Жалоба (1)
  - № 2 Klage 2 / Жалоба (2)
  - № 3 Abschied / Прощание
  - № 4 Des liebsten Schwur / Клятва любимого (Клятва друга)
  - № 5 Tambourliedchen
  - № 6 Vom Strande
  - № 7 Über die See / Над морем
  - № 8 Salome / Саломея
  - № 9 Mädchenfluch / Девичье проклятие (Проклятие девушки)
- Op. 70 Lieder und Gesänge / Песни и напевы (1875–77)
  - № 1 Im Garten am Seegestade / В саду на побережье
  - № 2 Lerchengesang / Песня жаворонка
  - № 3 Serenade / Серенада
  - № 4 Abendregen / Вечерний дождь
- Op. 71 Lieder und Gesänge / Песни и напевы (1877)
  - № 1 Es liebt sich so lieblich im Lenze! / Так хорошо любить весной
  - № 2 An den Mond / К луне
  - № 3 Geheimnis / Тайна
  - № 4 Willst du, dass ich geh? / Ты хочешь, чтобы я ушел? (вар. Как же я уйду)
  - № 5 Minnelied / Песня любви; inc.: Holder klingt der Vogelsang
- Op. 72 Lieder und Gesänge / Песни и напевы (1876–77)
  - № 1 Alte Liebe / Старая любовь (вар. Былая любовь)
  - № 2 Sommerfäden / Паутинки
  - № 3 O kühler Wald / О лесная прохлада
  - № 4 Verzagen / Уныние
  - № 5 Unüberwindlich / Непреодолимо
- Op. 73 Симфония № 2 D-dur (1877)
- Op. 74 Два мотета для смешанного хора (1863–77) 
  - № 1 Warum ist das Licht gegeben dem Mühseligen? (1877)
  - № 2 O Heiland, reiß die Himmel auf (1863)
- Op. 75 Balladen und Romanzen / Баллады и романсы для двух певцов и фортепиано (1877–78)
  - № 1 Edward / Эдвард
  - № 2 Guter Rat / Добрый совет
  - № 3 So lass uns wandern!
  - № 4 Walpurgisnacht / Вальпургиева ночь
- Op. 76 Clavierstücke / Пьесы для фортепиано (1878)
  - № 1 Каприччио fis-moll
  - № 2 Каприччио h-moll
  - № 3 Интермеццо As-dur
  - № 4 Интермеццо B-dur
  - № 5 Каприччио cis-moll
  - № 6 Интермеццо A-dur
  - № 7 Интермеццо a-moll
  - № 8 Каприччио C-dur
- Op. 77 Концерт для скрипки с оркестром D-dur (1878)
- Op. 78 Соната № 1 для скрипки и фортепиано G-dur (1878–79)
- Op. 79 Рапсодии для фортепиано (1879)
  - № 1 Рапсодия h-moll
  - № 2 Рапсодия g-moll
- Op. 80 Akademische Festouverture / Академическая торжественная увертюра, для оркестра (1880)
- Op. 81 Трагическая увертюра, для оркестра (1880)
- Op. 82 Нения, для смешанного хора и оркестра (1881)
- Op. 83 Концерт № 2 для фортепиано с оркестром B-dur (1881)
- Op. 84 Romanzen und Lieder / Романсы и песни (1881-2)
  - № 1 Sommerabend / Летний вечер
  - № 2 Der Kranz / Венок
  - № 3 In den Beeren /
  - № 4 Vergebliches Ständchen / Напрасная серенада
  - № 5 Spannung / Напряжение
- Op. 85 Sechs Lieder / Шесть песен (1878-82)
  - № 1 Sommerabend / Летний вечер
  - № 2 Mondenschein / Лунный свет
  - № 3 Mädchenlied / Песня девушки (вар. Девичья песня), inc. Ach, und du mein kühles Wasser!
  - № 4 Ade! /
  - № 5 Frühlingslied / Весенняя песня
  - № 6 In Waldeseinsamkeit / В лесном уединении
- Op. 86 Sechs Lieder / Шесть песен (1877-82)
  - № 1 Therese / Тереза
  - № 2 Feldeinsamkeit / Одиночество в полях
  - № 3 Nachtwandler / Ночной странник
  - № 4 Über die Heide / Над лугом
  - № 5 Versunken / Утонувший
  - № 6 Todessehnen / Жажда смерти
- Op. 87 Фортепианное трио № 2 C-dur (1882)
- Op. 88 Струнный квинтет № 1 F-dur (1882)
- Op. 89 Gesang der Parzen / Песнь па́рок, для смешанного хора с оркестром (1882)
- Op. 90 Симфония № 3 F-dur (1883)
- Op. 91 Zwei Gesänge / Две песни для голоса, альта и фортепиано (1884)
  - № 1 Gestillte Sehnsucht / Усмиренное томление
  - № 2 Geistliches Wiegenlied / Духовная колыбельная
- Op. 92 Квартеты для голосов и фортепиано (1889)
  - № 1 O schöne Nacht! / О прекрасная ночь!
  - № 2 Spätherbst / Поздняя осень
  - № 3 Abendlied / Вечерняя песня
  - № 4 Warum? / Почему?
- Op. 93a Lieder und Romanzen / Песни и романсы для смешанного хора без сопровождения
  - № 1 Der bucklichte Fiedler / Горбатый скрипач
  - № 2 Das Mädchen / Девушка
  - № 3 O süßer Mai / Прекрасный май
  - № 4 Fahr wohl! / Прощай!
  - № 5 Der Falke / Сокол
  - № 6 Beherzigung / Смелое сердце
- Op. 93b, Tafellied / Застольная песня, для хора и фортепиано
- Op. 94 Fünf Lieder / Пять песен (1884)
  - № 1 Mit vierzig Jahren / В сорок лет
  - № 2 Steig auf, geliebter Schatten / Возникни вновь, любимый призрак
  - № 3 Mein Herz ist schwer / Мне тяжело на сердце
  - № 4 Sapphische Ode / Ода Сафо
  - № 5 Kein Haus, keine Heimat / Ни дома, ни родины
- Op. 95 Sieben Lieder / Семь песен (1884)
  - № 1 Das Mädchen / Девушка
  - № 2 Bei dir sind meine Gedanken / Мысли мои о тебе
  - № 3 Beim Abschied / На прощание
  - № 4 Der Jäger / Охотник
  - № 5 Vorschneller Schwur /
  - № 6 Mädchenlied / Песня девушки (вар. Девичья песня), inc. Am jüngsten Tag ich aufersteh'
  - № 7 Schön war, das ich dir weihte
- Op. 96 Vier Lieder / Четыре песни (1884)
  - № 1 Der Tod, das ist die kühle Nacht / Смерть — прохладной ночь тень
  - № 2 Wir wandelten / Бродили мы
  - № 3 Es schauen die Blumen / Смотрят цветы
  - № 4 Meerfahrt / Морская прогулка (вар. На море)
- Op. 97 Sechs Lieder / Шесть песен (1884-85)
  - № 1 Nachtigall / Соловей
  - № 2 Auf dem Schiffe / На корабле
  - № 3 Entführung / Похищение
  - № 4 Dort in den Weiden
  - № 5 Komm bald / Приди скорей
  - № 6 Trennung / Расставание (inc. Da unten im Tale)
- Op. 98 Симфония № 4 e-moll (1885)
- Op. 99 Соната № 2 для виолончели и фортепиано F-dur (1886)
- Op. 100 Соната № 2 для скрипки и фортепиано A-dur (1886)
- Op. 101 Фортепианное трио № 3 c-moll (1886)
- Op. 102 Концерт для скрипки и виолончели с оркестром a-moll (1887)
- Op. 103 Zigeunerlieder / Цыганские песни, для вокального квартета и фортепиано (1887)
  - № 1 He, Zigeuner, greife in die Saiten ein!
  - № 2 Hochgetürmte Rimaflut, wie bist du trüb
  - № 3 Wißt ihr, wann mein Kindchen am allerschönsten ist?
  - № 4 Lieber Gott, du weißt, wie oft bereut ich hab
  - № 5 Brauner Bursche führt zum Tanze
  - № 6 Röslein dreie in der Reihe blühn so rot
  - № 7 Kommt dir manchmal in den Sinn
  - № 8 Horch, der Wind klagt in den Zweigen traurig sacht
  - № 9 Weit und breit schaut niemand mich an
  - № 10 Mond verhüllt sein Angesicht
  - № 11 Rote Abendwolken ziehn am Firmament
- Op. 104 Fünf Gesänge / Пять песен для смешанного хора без сопровождения (1887-88)
  - № 1 Nachtwache I / Ночная стража (inc. Leise Töne der Brust)
  - № 2 Nachtwache II / Ночная стража (inc. Ruhn sie? rufet das Horn des Wächters)
  - № 3  Letztes Glück /
  - № 4 Verlorne Jugend / Утраченная юность
  - № 5 Im Herbst / Осенью (1887)
- Op. 105 Fünf Lieder / Пять песен (1886–88)
  - № 1 Wie Melodien zieht es mir / Звучат нежней свирели (вар. Как мелодия, влечет)[6]
  - № 2 Immer leiser wird mein Schlummer / Глубже всё моя дремота
  - № 3 Klage / Жалоба
  - № 4 Auf dem Kirchhofe / На церковном кладбище (вар. На кладбище)
  - № 5 Verrat / Измена
- Op. 106 Fünf Lieder / Пять песен (1886)
  - № 1 Ständchen / Серенада (inc.: Der Mond steht über dem Berge)
  - № 2 Auf dem See / На озере
  - № 3 Es hing der Reif / Лежал (на липе) иней
  - № 4 Meine Lieder / Мои песни
  - № 5 Ein Wanderer / Странник
- Op. 107 Fünf Lieder / Пять песен (1886–88)
  - № 1 An die Stolze / Гордячке
  - № 2 Salamander / Саламандра
  - № 3 Das Mädchen spricht / Девушка говорит
  - № 4 Maienkätzchen / Майская кошечка
  - № 5 Mädchenlied / Песня девушки (вар. Девичья песня, inc. Auf die Nacht in der Spinnstub'n)
- Op. 108 Соната № 3 для скрипки и фортепиано d-moll (1887)
- Op. 109 Fest- und Gedenksprüche / Торжественные и памятные изречения, для хора без сопровождения (1889)
  - № 1 Unsere Väter hofften auf dich / Наши отцы уповали на Тебя
  - № 2 Wenn ein starker Gewappneter / Когда сильный с оружием (охраняет свой дом)
  - № 3 Wo ist ein so herrlich Volk / И есть ли какой великий народ
- Op. 110 Три мотета для хора без сопровождения (1889)
  - № 1 Ich aber bin elend, und mir ist wehe / Хотя я жалок
  - № 2 Ach, arme Welt, du trügst mich / Ах, бедный мир
  - № 3 Wenn wir in höchsten Nöten sein / Когда в тяжелой мы нужде
- Op. 111 Струнный квинтет № 2 G-dur (1890)
- Op. 112 Шесть квартетов для разных голосов и фортепиано (1891)
  - № 1 Sehnsucht / Томление (inc. Es rinnen die Wasser Tag und Nacht)
  - № 2 Nächtens / Ночью
  - № 3 Himmel strahlt so helle (Цыганская песня 1)
  - № 4 Rote Rosenknospen künden (Цыганская песня 2)
  - № 5 Brennessel steht an Weges Rand (Цыганская песня 3)
  - № 6 Liebe Schwalbe, kleine Schwalbe (Цыганская песня 4)
- Op. 113 13 канонов для женского хора (1859-91)
  - № 1 Göttlicher Morpheus (1859-63)
  - № 2 Grausam erweiset sich Amor an mir (1891)
  - № 3 Sitzt a schöns Vögerl auf'm Dannabaum (1891)
  - № 4 Schlaf, Kindlein schlaf! (1891)
  - № 5 Wille wille will, der Mann ist kommen (1891)
  - № 6 Solange Schönheit wird bestehn (1891)
  - № 7 Wenn die Klänge nahn und fliehen (1891)
  - № 8 Eins Gems auf dem Stein (1859-63)
  - № 9 Ans Auge des Liebsten fest mit Blicken (1891)
  - № 10 Leise Töne der Brust (1859-63)
  - № 11 Ich weiß nicht, was im Hain die Taube (1859-63)
  - № 12 Wenn Kummer hätte zu töten (1859-63)
  - № 13 Einförmig ist der Liebe Gram (1891)
- Op. 114 Трио для кларнета, фортепиано и виолончели a-moll (1891)
- Op. 115 Кларнетовый квинтет h-moll (1891)
- Op. 116 Fantasien / Фантазии для фортепиано (1892)
  - № 1 Каприччио d-moll
  - № 2 Интермеццо a-moll
  - № 3 Каприччио g-moll
  - № 4 Интермеццо E-dur
  - № 5 Интермеццо e-moll
  - № 6 Интермеццо E-dur
  - № 7 Каприччио d-moll
- Op. 117 Три интермеццо для фортепиано (1892)
  - № 1 Интермеццо Es-dur
  - № 2 Интермеццо b-moll
  - № 3 Интермеццо cis-moll
- Op. 118 Шесть пьес для фортепиано (1893)
  - № 1 Интермеццо a-moll
  - № 2 Интермеццо A-dur
  - № 3 Баллада g-moll
  - № 4 Интермеццо f-moll
  - № 5 Романс F-dur
  - № 6 Интермеццо es-moll
- Op. 119 Четыре пьесы для фортепиано (1893)
  - № 1 Интермеццо h-moll (Adagio)
  - № 2 Интермеццо e-moll (Andantino un poco agitato)
  - № 3 Интермеццо C-dur (Grazioso e giocoso)
  - № 4 Рапсодия Es-dur (Allegro risoluto)
- Op. 120 Две сонаты для кларнета и фортепиано (1894)
  - № 1 Соната № 1 для кларнета f-moll
  - № 2 Соната № 2 для кларнета Es-dur
- Op. 121 Vier ernste Gesänge / 4 строгих напева (1896)
  - № 1 Denn es gehet dem Menschen / Потому что участь сынов человеческих
  - № 2 Ich wandte mich und sahe an alle, die Unrecht leiden / И обратился я и увидел всякие угнетения
  - № 3 O Tod, wie bitter bist du / О, смерть! как горько воспоминание о тебе
  - № 4 Wenn ich mit Menschen- und mit Engelszungen redete / Если я говорю языками человеческими и ангельскими
- Op. 122 Elf Choralvorspiele / 11 хоральных прелюдий для органа (1896)
  - № 1 Mein Jesu, der du mich
  - № 2 Herzliebster Jesu
  - № 3 O Welt, ich muß dich lassen (1-я редакция)
  - № 4 Herzlich tut mich erfreuen
  - № 5 Schmücke dich, o liebe Seele
  - № 6 O wie selig seid ihr doch, ihr Frommen
  - № 7 O Gott, du frommer Gott
  - № 8 Es ist ein Ros entsprungen
  - № 9 Herzlich tut mich verlangen (1-я редакция)
  - № 10 Herzlich tut mich verlangen (2-я редакция)
  - № 11 O Welt, ich muß dich lassen (2-я редакция)

## Сочинения без номера опуса
- WoO 1 Венгерские танцы (Ungarische Tänze), для двух фортепиано (1869, 1880); редакция для оркестра №№ 1, 3, 10; редакция №№ 1-10 для сольного фортепиано. Пьесы принадлежат разным авторам (в том числе безымянным)

Тетрадь 1 (1869)
1. Allegro molto g-moll
2. Allegro non assai – Vivace d-moll
3. Allegretto F-dur
4. Poco sostenuto – Vivace f-moll
5. Allegro – Vivace fis-moll
Тетрадь 2 (1869)
6. Vivace Des-dur
7. Allegretto – Vivo A-dur
8. Presto a-moll
9. Allegro ma non troppo e-moll
10. Presto E-dur / F-dur (в оркестровой версии)
Тетрадь 3 (1880)
11. Poco andante d-moll
12. Presto d-moll
13. Andantino grazioso – Vivace D-dur
14. Un poco andante d-moll
15. Allegretto grazioso B-dur
16. Con moto - Presto f-moll/F-dur
Тетрадь 4 (1880)
17. Andantino – Vivace fis-moll
18. Molto vivace D-dur
19. Allegretto h-moll
20. Poco allegretto – Vivace e-moll
21. Vivace – Più presto e-moll/E-dur
- WoO 2 Скерцо из Сонаты F-A-E (1853)
- WoO 3 Два гавота для фортепиано

1. a-moll
2. A-dur
- WoO 4 Две жиги для фортепиано

1. a-moll
2. h-moll
- WoO 5 Две сарабанды для фортепиано

1. a-moll
2. h-moll
- WoO 18 Missa canonica / Каноническая месса, для хора без сопровождения

Sanctus
Benedictus
Agnus Dei
- WoO 19 Dein Herzlein mild (для женского хора без сопровождения)
- WoO 20 Dem dunklen Schoss der heilgen Erde (для голоса с фортепиано)
- WoO 21 Mondnacht / Лунная ночь (для голоса с фортепиано; Й. фон Эйхендорф)
- WoO 22 Ophelia's Songs / Песни Офелии (для голоса с фортепиано)
- WoO 23 Regenlied / Песня дождя  (для голоса с фортепиано)
- WoO 24 Grausam erweiset sich Amor an mir (канон для 4 женских голосов)
- WoO 25 Mir lächelt kein Frühling (канон для 4 женских голосов)
- WoO 26 O wie sanft! (канон для 4 женских голосов)
- WoO 27 Spruch (канон для голоса с альтом)
- WoO 28 Töne, lindernder Klang! (4-голосный канон)
- WoO 29 Wann? – (канон для сопрано и меццо-сопрано)
- WoO 30 Zu Rauch muss warden (4-голосный канон)
- WoO 31 Deutsche Volkskinderlieder / 15 немецких народных песен для детей (для голоса с фортепиано)
  1. Dornröschen / Спящая красавица
  2. Die Nachtigall / Соловей
  3. Die Henne
  4. Sandmännchen (Die Blümelein, sie schlafen)
  5. Der Mann
  6. Heidenröslein / Дикая розочка
  7. Das Schlaraffenland
  8. Beim Ritt auf dem Knie" (2 редакции)
  9. Der Jäger im Walde / Охотник в лесу
  10. Das Mädchen und die Hasel / Девушка и орешник
  11. Wiegenlied / Колыбельная
  12. Weihnachten / Рождество
  13. Marienwürmchen
  14. Dem Schutzengel / Ангелу-хранителю
  15. Sommerlied / Летняя песня
- WoO 32 Deutsche Volkslieder / 28 немецких народных песен (для голоса с фортепиано)
  1. Die Schnürbrust
  2. Der Jäger / Охотник
  3. Drei Vögelein / Три птички
  4. Auf, gebet uns das Pfingstei
  5. Des Markgrafen Töchterlein / Дочка маркграфа
  6. Der Reiter / Всадник
  7. Die heilige Elisabeth / Св. Елизавета
  8. Der englische Gruß / Английское приветствие
  9. Ich stund an einem Morgen
  10. Gunhilde
  11. Der tote Gast
  12. Tageweis von einer schönen Frauen
  13. Schifferlied / Песня лодочника
  14. Nachtgesang / Ночная песня (Серенада)
  15. Die beiden Königskinder
  16. Scheiden / Разлука
  17. Altes Minnelied
  18. (a) Der getreue Eckard
  19. (b) Der getreue Eckard
  20. Die Versuchung
  21. Der Tochter Wunsch / Желание дочери
  22. Schnitter Tod
  23. Marias Wallfahrt
  24. Das Mädchen und der Tod / Девушка и смерть
  25. Es ritt ein Ritter / Скакал всадник
  26. Liebeslied / Песня любви
  27. Guten Abend / Добрый вечер
  28. Die Wollust in den Maien
  29. Es reit ein Herr und auch sein Knecht
- WoO 33 Deutsche Volkslieder / 49 немецких народных песен (№№ 1-42 для голоса с фортепиано, №№ 43-49 для камерного хора и фортепиано)
  1. Sagt mir, o schönste Schäfrin mein
  2. Erlaube mir, feins Mädchen
  3. Gar lieblich hat sich gesellet
  4. Guten Abend, mein tausiger Schatz
  5. Die Sonne scheint nicht mehr
  6. Da unten im Tale
  7. Gunhilde
  8. Ach, englische Schäferin / Ах, английская пастушка
  9. Es war eine schöne Jüdin
  10. Es ritt ein Ritter / Скакал всадник
  11. Jungfräulein, soll ich mit euch gehn"
  12. Feinsliebchen, du sollst mir nicht barfuss gehn"
  13. Wach auf, mein Hort"
  14. Maria ging aus wandern"
  15. Schwesterlein, Schwesterlein, wann gehn wir / Сестричка
  16. Wach auf, mein Herzensschöne
  17. Ach Gott, wie weh tut scheiden / О Боже, как тяжка разлука
  18. So wünsch' ich ihr ein gute Nacht
  19. Nur ein Gesicht auf Erden lebt
  20. Schönster Schatz, mein Engel
  21. Es ging ein Maidlein zarte
  22. Wo gehst du hin, du Stolze?
  23. Der Reiter / Всадник
  24. Mir ist ein schöns brauns Maidelein
  25. Mein Mädel hat einen Rosenmund
  26. Ach, könnt ich diesen Abend
  27. Ich stand auf hohem Berge
  28. Es reit ein Herr und auch sein Knecht
  29. Es war ein Markgraf überm Rhein
  30. All mein Gedanken
  31. Dort in den Weiden steht ein Haus
  32. Wo will ich frisch und fröhlich sein
  33. Och Moder, ich well en Ding han!
  34. Wie komm ich denn zur Tür herein?
  35. Soll sich der Mond nicht heller scheinen
  36. Es wohnet ein Fiedler zu Frankfurt am Main
  37. Du mein einzig Licht
  38. Des Abends kann ich nicht schlafen gehn
  39. Schöner Augen, schöne Strahlen
  40. Ich weiss mir'n Maidlein hübsch und fein
  41. Es steht ein Lind
  42. In stiller Nacht, zur ersten Wacht
  43. Es stunden drei Rosen
  44. Dem Himmel will ich klagen
  45. Es sass ein schneeweiss Vögelein
  46. Es war einmal ein Zimmergesell
  47. Es ging sich unsre Fraue
  48. Nachtigall, sag, was für Grüss
  49. Verstohlen geht der Mond auf
- WoO 34 Deutsche Volkslieder / 14 немецких народных песен (для хора без сопровождения) 
  1. Von edler Art
  2. Mit Lust tät ich ausreiten
  3. Bei nächtlicher Weil
  4. Vom heiligen Märtyrer Emmerano
  5. Täublein weiss / Белая голубка
  6. Ach lieber Herre Jesu Christ
  7. Sankt Raphael / Св. Рафаэль
  8. In stiller Nacht, zur ersten Wacht / Тихой ночью
  9. Abschiedslied / Прощальная песня
  10. Der tote Knabe / Мертвый ребенок
  11. Die Wollust in den Maien
  12. Morgengesang / Утренняя песня
  13. Schnitter Tod
  14. Der englische Jäger / Английский охотник
- WoO 35 Deutsche Volkslieder / 12 немецких народных песен (для хора без сопровождения)
  1. Scheiden / Разлука
  2. Wach auf! / Проснись!
  3. Erlaube mir / Позволь мне
  4. Der Fiedler / Деревенский скрипач
  5. Da unten im Tale / Внизу в долине
  6. Des Abends / Вечером
  7. Wach auf! / Проснись!
  8. Dort in den Weiden
  9. Altes Volkslied / Старинная народная песня
  10. Der Ritter und die Feine
  11. Der Zimmergesell / Плотник
  12. Altdeustches Kampflied / Старонемецкая боевая песня
- WoO 36 Deutsche Volkslieder / 8 немецких народных песен (для женского хора без сопровождения)
- WoO 37 Deutsche Volkslieder / 16 немецких народных песен (для женского хора без сопровождения)
- WoO 38 Deutsche Volkslieder / 20 немецких народных песен (для женского хора без сопровождения)